# Kleines Seidenglanzmoos
Das Kleine Seidenglanzmoos (Orthothecium intricatum) ist eine Laubmoos-Art aus der Familie Plagiotheciaceae.

## Merkmale
Die kleinen bis mittelgroßen, bis 4 Zentimeter großen Pflanzen mit aufsteigenden Ästen bilden lockere bis dichtere Rasen mit etwas verworrenem Aussehen (Artname intricatum: von INTRICARE verwirren) und schwachem Messing- oder Kupferglanz. Die meist anliegenden Blätter sind an den Astspitzen oft etwas einseitswendig. Sie sind lanzettlich, etwa 1,7 Millimeter lang und in eine lange Pfriemenspitze ausgezogen. Die Blattränder sind flach- und ganzrandig. Eine Blattrippe fehlt oder ist sehr kurz und doppelt. Blattzellen sind etwa 75 (bis 100) Mikrometer lang und 4 bis 5 Mikrometer breit.
Sporogone sind selten. Die Kapsel ist aufrecht und eilänglich, der Kapseldeckel kegelig.

## Standortansprüche
Die Art wächst an schattigen und luftfeuchten Stellen auf kalk- oder basenhaltigen Unterlagen. Gerne werden nordexponierte, mit Feinerde erfüllte Felsnischen oder Halbhöhlen besiedelt, häufig zusammen mit Gymnostomum aeruginosum. Sie kommt von den Tälern bis weit über 2000 Metern Höhe vor, bevorzugt jedoch in montanen bis subalpinen Höhenlagen.

## Verbreitung
In Deutschland, Österreich und der Schweiz ist das Moos in den Alpen und im Jura weit verbreitet, in den anderen Mittelgebirgen seltener und fehlt in der norddeutschen Ebene gänzlich.
Weltweit gibt es Vorkommen nur auf der Nordhalbkugel: in Europa, dem nördlichen Asien, hier südwärts bis zum Kaukasus, weiters in Nordafrika, Nordamerika und Grönland.